# Пенжинский район
Пе́нжинский район Камчатского края — административно-территориальная единица и муниципальное образование (муниципальный район) в составе Камчатского края России. Входит в Корякский округ.
Административный центр — село Каменское.

## История
Пенжинский район образован 1 апреля 1926 года.
До 1 июля 2007 находился в составе Корякского автономного округа Камчатской области.

## География
Площадь района — 116 тыс. км².
По территории района протекает реки Пенжина, Белая, Оклан, Эсгичнинваям, Жировая и множество других.
Это самый холодный и континентальный район края, безморозный период часто не превышает полутора месяцев - с конца июня по 10-15 августа, в некоторые зимы за зиму температура часто понижается ниже -55°, последний раз самая низкая температура была в декабре 2012 года -54°, зимой дуют устойчивые западные и северо-западные ветры с ещё более континентальных улусов Якутии. Однако летом температура практически повсеместно порой может превысить +30°, а самая высокая достигает +34°. Таким образом, годовой перепад температуры в крае часто не превышает 88°, но абсолютный достигает 97.5°, в конце сентября температура уже порой понижается под -20°. Север края находился на широте 64.5°-65°, сопоставимой с крайним севером Магаданской области и севером относительно недалёкого Оймяконского улуса, летом долгота дня превышает 22 часа и полтора месяца длятся белые ночи. По зимним температурам край на 29° градусов холоднее столицы юга Петропавловска-Камчатского, температура за -50° все зимние месяцев тут куда более часта, чем по всех остальных районах по Камчатскому краю.

## Население
| 1939  | 2002  | 2009  | 2010  | 2011  | 2012  | 2013  |
| ----- | ----- | ----- | ----- | ----- | ----- | ----- |
| 4786  | ↘2990 | ↘2549 | ↘2340 | ↗2367 | ↘2321 | ↘2299 |
| 2014  | 2015  | 2016  | 2017  | 2018  | 2019  | 2020  |
| ↘2289 | ↘2230 | ↘2190 | ↘2128 | ↘2099 | ↘2057 | ↘2009 |
| 2021  | 2023  |       |       |       |       |       |
| ↗2091 | ↘2026 |       |       |       |       |       |

Естественное движение
По данным Всероссийской переписи населения 2021 года национальный состав был следующим:
| Народ   | Численность, чел. |  |
| ------- | ----------------- |  |
| коряки  | 935 ▼             |  |
| русские | 622 ▼             |  |
| эвены   | 250 ▼             |  |
| чукчи   | 127 ▲             |  |
| другие  | 157 ▼             |  |
| всего   | 2 091 ▼           |  |

| Годы | Рождений | Смертей | Е.п | Сальдо миграции | Рождаемость (‰) | Смертность (‰) | Е.п (‰) | Сальдо миграции (‰) |
| ---- | -------- | ------- | --- | --------------- | --------------- | -------------- | ------- | ------------------- |
| 2010 | 34       | 51      | -17 | 44              | 14,36           | 21,55          | -7,18   | 18,59               |
| 2011 | 58       | 41      | 17  | -63             | 24,99           | 17,66          | 7,32    | -27,14              |
| 2012 | 37       | 36      | 1   | -23             | 16,09           | 15,66          | 0,43    | -10,00              |
| 2013 | 38       | 27      | 11  | -21             | 16,60           | 11,80          | 4,81    | -9,17               |
| 2014 | 44       | 38      | 6   | -65             | 19,73           | 17,04          | 2,69    | -29,15              |
| 2015 | 45       | 33      | 12  | -52             | 20,55           | 15,07          | 5,48    | -23,74              |

## Муниципально-территориальное устройство
В Пенжинский муниципальный район входят 5 муниципальных образований со статусом сельских поселений, а также межселенная территория без статуса муниципального образования.
| №        | Сельское поселение     | Административный центр | Количество населённых пунктов | Население | Площадь, км2 |
| -------- | ---------------------- | ---------------------- | ----------------------------- | --------- | ------------ |
| 1        | село Аянка             | село Аянка             | 1                             | ↘252      | 4,40         |
| 2        | село Каменское         | село Каменское         | 1                             | ↗630      | 76,66        |
| 3        | село Манилы            | село Манилы            | 1                             | ↘667      | 4413,10      |
| 4        | село Слаутное          | село Слаутное          | 1                             | ↗267      | 1,67         |
| 5        | село Таловка           | село Таловка           | 1                             | ↘170      | 0,91         |
| 5.000001 | межселенная территория |                        | 2                             |           |              |

Законом Корякского автономного округа от 02.04.2002 № 121-ОЗ было упразднено сельское поселение село Первореченск (ранее составлявшее Первореченский сельсовет).

### Населённые пункты
В Пенжинском районе 7 населённых пунктов.
| № | Населённый пункт | Тип  | Население | Сельское поселение     |
| - | ---------------- | ---- | --------- | ---------------------- |
| 1 | Аянка            | село | ↘252      | село Аянка             |
| 2 | Каменское        | село | ↗630      | село Каменское         |
| 3 | Манилы           | село | ↘667      | село Манилы            |
| 4 | Оклан            | село | ↘40       | межселенная территория |
| 5 | Парень           | село | ↘57       | межселенная территория |
| 6 | Слаутное         | село | ↗267      | село Слаутное          |
| 7 | Таловка          | село | ↘170      | село Таловка           |

Исчезнувшие населённые пункты
| Населённый пункт   | дата упразднения |
| ------------------ | ---------------- |
| с. Первореченск    | 02.04.2002       |
| п. Северо-Камчатск | 29.03.1985       |

## СМИ
Районная газета «Полярная звезда». Первый номер вышел 18 июля 1942 года